# Episodi di Doraemon (serie animata 1979) (ottava stagione)
Questa è la lista degli episodi della ottava stagione dell'anime 1979 di Doraemon.

## Episodi
| Nº Ja | Nº It | Titolo italiano Giapponese 「Kanji」 - Rōmaji | In onda           | In onda           |
| Nº Ja | Nº It | Titolo italiano Giapponese 「Kanji」 - Rōmaji | Giapponese        | Italiano          |
| 838   | 157   | Il cambia-oggetti temporale 「タイムシーバー」 - Taimushiibaa | 10 gennaio 1986   | 11 febbraio 2004  |
| 838   | 157   | Nobita è invidioso di Suneo, che si vanta di avere degli oggetti antichi, e convince Doraemon a usare il cambia-oggetti temporale: esso è in contatto con il ventiduesimo secolo e permette di scambiare oggetti contemporanei con versioni più antiche (ad esempio una radiolina con una radio a galena). Presto però l'effetto del chiusky degenera e inizia a scambiare tutti gli oggetti presenti in casa. Quando Doraemon riesce a trovare il chiusky, gli oggetti sono stati venduti e Nobita accetta di rivendere le cose antiche con oggetti futuristici. |                   |                   |
| 839   | 159   | L'erba del vicino è sempre più verde! 「入れかえロープ」 - Ire kae roupu | 17 gennaio 1986   | 12 febbraio 2004  |
| 839   | 159   | Nobita e Shizuka vorrebbero scambiarsi di corpo, così Doraemon li accontenta con la corda dello scambio. Mentre Shizuka si diverte, Nobita vorrebbe tornare come prima, ma l'amica vuole stare così ancora per un po'. Cambia però idea quando Nobita sta per farsi il bagno nei panni di Shizuka. |                   |                   |
| 840   | 161   | L'ape risolvi-guai 「なんとかばち」 - Nantokabachi | 24 gennaio 1986   | 13 febbraio 2004  |
| 840   | 161   | La madre incarica Nobita di fare la spesa, innaffiare il giardino e buttare via delle casse di legno, ordinandogli anche di tenere puliti i vestiti. Lungo la strada per il negozio, un bambino sporca accidentalmente la maglietta a Nobita; inoltre Gian e Suneo gli rubano la borsa. Doraemon osserva la scena e, grazie all'ape risolvi-guai, fa in modo che un uomo lavi i vestiti a Nobita e che i due bulli portino a casa di Nobita la borsa con già dentro la spesa e sbrighino le altre faccende. Quando Nobita torna a casa crede che la madre sia furiosa, ma la donna è convinta che quello fatto da Gian e Suneo sia opera del figlio e lo elogia. |                   |                   |
| 841   | 163   | La crisi di papà 「パパだって甘えんぼ」 - Papa datte amae nbo | 31 gennaio 1986   | 16 febbraio 2004  |
| 841   | 163   | Nobita è turbato e viene consolato dalla madre. Più tardi Nobiuske torna a casa ubriaco: Nobita e Doraemon decidono di farlo incontrare con sua madre affinché lo sgridi. Dopo alcuni contrattempi il piano riesce e Nobisuke crede che sia stato un sogno. |                   |                   |
| 842   | 165   | Storia d'amore alla finestra 「あの窓にさような」 - Ano mado nisayouna | 7 febbraio 1986   | 17 febbraio 2004  |
| 842   | 165   | Nobita si è slogato una caviglia ed è stufo di stare in casa; per consolare l'amico Doraemon usa il modificatore di panorama per cambiare la vista dalla finestra. Mentre i due si divertono con il chiusky, trovano un uomo che deve trasferirsi; egli tuttavia è innamorato di Kyoko ed è disperato perché non glielo ha mai detto. I due decidono di aiutarlo grazie ad alcuni chiusky, riuscendoci. |                   |                   |
| 843   | 167   | La batteria invincibile 「無敵砲台」 - Muteki houdai | 14 febbraio 1986  | 18 febbraio 2004  |
| 843   | 167   | Stufo di essere maltrattato da Gian, Suneo ha convinto Nobita ad acquistargli un chiusky di Doraemon; il ragazzo gli ha comprato la batteria invincibile, che permette di mettere chiunque fuori combattimento. Doraemon è furioso e spiega che se usata male può fare anche danni, così cerca – insieme a Nobita – di convincere Suneo a ridargliela, ma senza successo. Dopo aver appreso che la batteria è sulla collina dietro la scuola, i due provano a disattivarla in vari modi, ma ogni tentativo si rivela vano. Infine Doraemon scambia i corpi di Suneo e Nobita, permettendo a quest'ultimo di mettere fuori combattimento Suneo, che decide di rinunciare al chiusky. |                   |                   |
| 844   | 169   | Il casco telepatico 「さとりヘルメット」 - Satori herumetto | 21 febbraio 1986  | 19 febbraio 2004  |
| 844   | 169   | Gian chiama Nobita, solo per picchiarlo. Doraemon dà allora a Nobita il casco telepatico per permettergli di leggere nei pensieri altrui. Mentre Nobita si diverte a leggere i pensieri della gente, Gian scopre il trucco e se ne impossessa, scoprendo quello che pensano gli altri ragazzi di lui e infuriandosi con loro. Intanto due loschi tipi si avvicinano e Gian li sfida, ma viene messo KO. Gli altri ragazzi riescono ad allontanarli e si congratulano con Gian per quello che ha fatto. Ciononostante il bullo non vuole ancora restituire il chiusky a Doraemon e tutti scappano da lui. |                   |                   |
| 845   | 171   | Il naso del cane poliziotto 「警察犬つけ鼻」 - Keisatsu inu tsuke hana | 28 febbraio 1986  | 20 febbraio 2004  |
| 845   | 171   | Tamako è disperata perché ha perso un anello; grazie al naso del cane poliziotto Doraemon riesce a ritrovarglielo. Più tardi Nobita e Doraemon assistono a un maestro di musica che registra Gian cantare, intenzionato a far ascoltare la voce del ragazzo al preside. Suneo sospetta che il docente voglia utilizzare la stonata canzone per indebolire gradualmente il preside fino a ucciderlo e poter così prendere il posto del suo superiore. Doraemon e Nobita usano il naso per scoprire le vere intenzioni del maestro; fortunatamente apprendono che il docente vuole usare la canzone come messaggio pubblicitario, per far capire alla gente che tutti possono cantare ottimamente. |                   |                   |
| 846   | 173   | Il disco volante 「円盤そうじゅう訓練機」 - Enban soujuu kunren ki | 7 marzo 1986      | 23 febbraio 2004  |
| 846   | 173   | Nobita vorrebbe provare a viaggiare nello spazio; grazie a un simulatore, Doraemon gli permette di vivere l'avventura, manovrando un disco volante in miniatura. Mentre si divertono, vengono intercettati da Suneo, che vuole portare ai giornali delle prove di aver visto un disco volante. Infine il disco viene rotto da Gian; Suneo si arrabbia per l'accaduto e Gian propone di scattarsi una foto con il disco volante rotto. |                   |                   |
| 847   | 175   | La macchina scambia-posto 「空間入れかえ機」 - Kuukan ire kae ki | 14 marzo 1986     | 24 febbraio 2004  |
| 847   | 175   | Suneo si vanta che andrà a sciare sul monte Yuhi, suscitando a Nobita la voglia di migliorare in tale sport. Doraemon allora con la macchina scambia-posto porta in camera di Nobita un pendio della montagna, ma ci rinuncia e usa il chiusky per divertirsi con Shizuka. Quella notte Doraemon ha l'idea di trasferire il monte in un parco pubblico; tuttavia il ragazzo, a causa della sua poca forza di volontà, rinuncia nuovamente poco dopo. |                   |                   |
| 848   | 177   | L'accumulatore di rabbia 「感情エネルギーボンベ」 - Kanjou enerugii bonbe | 21 marzo 1986     | 25 febbraio 2004  |
| 848   | 177   | Suneo invita a merenda Nobita, ma lo fa per un tornaconto personale, ossia chiedere a Nobita delle batterie che durano in eterno per la sua macchinina radiocomandata. Quando il ragazzo torna a casa, trova Doraemon che si è recato nel futuro per comprare l'accumulatore di rabbia, capace di assorbire l'arrabbiatura altrui e poterne usare la sua energia in vari modi. Facendo arrabbiare Shizuka e Gian, Suneo accumula l'energia per necessaria giocare con la macchinina senza cambiare la batteria, ma presto l'accumulatore si riempie; il ragazzo viene pertanto picchiato da Gian e permette a Nobita e Doraemon di giocare con la macchinina. |                   |                   |
| 849   | 179   | Tempoguanti e tempovisiera 「タイム手ぶくろとめがね」 - Taimu te bukuro to megane | 28 marzo 1986     | 26 febbraio 2004  |
| 849   | 179   | Gian e Suneo rubano un libro a Nobita; per aiutare l'amico Doraemon tira fuori un chiusky chiamato tempoguanti e tempovisiera, grazie a cui si può riprendere qualcosa a distanza. Dopo essersi ripreso il libro, Nobita decide di fare uno scherzo a Gian ma, sulla via del ritorno, il libro cade in una fognatura. |                   |                   |
| 850   | 181   | Il bugia transformer 「アトカラホントスピーカー」 - Ato kara honto supiikaa | 11 aprile 1986    | 27 febbraio 2004  |
| 850   | 181   | Suneo finisce per mettersi nei guai con Gian a causa delle sue bugie, così convince Doraemon a dargli un chiusky capace di trasformare le menzogne in realtà. Dopo essersi tirato fuori dai guai, Suneo non vuole restituire il chiusky a Nobita e Doraemon. Se lo ritrova però incollato al palato ed è costretto a farselo togliere dal dentista. |                   |                   |
| 851   | 183   | Il cestino quadridimensionale 「四次元くずかご」 - Yojigen kuzukago | 18 aprile 1986    | 1º marzo 2004     |
| 851   | 183   | Nobita trova il cestino quadridimensionale, dove Doraemon butta i chiusky rotti. Approfittando di una distrazione di Doraemon, Nobita prende il cestino e usa i chiusky in esso contenuti per raggiungere insieme a Shizuka il monte Tanai. Tuttavia una volta lì non riescono più a tornare a casa. Doraemon arriva a salvarli e decide di punire Nobita rimpicciolendolo e buttandolo giù da una cascata in miniatura. |                   |                   |
| 852   | 185   | Tuttorecchi e fiorelabbra 「ミミダケとシャベリップ」 - Mimidake to shaberippu | 25 aprile 1986    | 2 marzo 2004      |
| 852   | 185   | Nobita nota che Gian, Suneo, Haruo e Yasuo si comportano in modo strano e vuole capire il perché; convince perciò Doraemon a prestargli un chiusky per registrare a distanza i rumori, scoprendo che lo stanno prendendo in giro. Doraemon quindi si vendica spruzzando a Gian e Suneo lo spray della sincerità, che fa dire loro quello che ne pensano delle rispettive madri, le quali prendono a inseguire i ragazzi. |                   |                   |
| 853   | 187   | Vita da solo 「無人境ドリンク」 - Mujin sakai dorinku | 2 maggio 1986     | 3 marzo 2004      |
| 853   | 187   | Stufo della sfortuna, Nobita beve lo sciroppo sparisci che fa allontanare le persone vicino a chi lo ha bevuto. Inizialmente il ragazzo si diverte, ma quella sera vorrebbe che lo sciroppo non facesse più effetto. Il giorno dopo va a scuola, ma la trova vuota e crede sia ancora per l'effetto del chiusky, ma è domenica e quindi non c'è lezione. |                   |                   |
| 854   | 189   | Volere è potere! 「きらいなテストにガーンバ」 - Kiraina tesuto ni gaanba | 9 maggio 1986     | 4 marzo 2004      |
| 854   | 189   | Nobita è determinato a prepararsi bene per una verifica di matematica, ma presto si addormenta. Nonostante Doraemon cerchi di stimolarlo con vari chiusky, Nobita finisce per andare al parco abbandonato, senza aver studiato. Sulla strada del ritorno vede però gli amici studiare e decide di fare altrettanto, con Doraemon soddisfatto. |                   |                   |
| 855   | 191   | Il passaggio segreto 「抜け穴ボールペン」 - Nukeana bourupen | 16 maggio 1986    | 5 marzo 2004      |
| 855   | 191   | Dopo aver appreso che nei castelli antichi c'erano dei passaggi segreti, Nobita ne vorrebbe anche lui uno e convince Doraemon a crearlo con una speciale penna. Il ragazzo tuttavia fa il discolo con la madre e Gian e approfitta della penna per poter sfuggire dalla loro rabbia. Dopo aver usato il chiusky per salvare una donna con un neonato da un incendio, Nobita torna a casa, ma deve vedersela con Tamako e Doraemon. |                   |                   |
| 856   | 193   | La cintura anti-gravità 「逆重力ベルト」 - Gyaku juuryoku beruto | 23 maggio 1986    | 8 marzo 2004      |
| 856   | 193   | Gian e Suneo deridono Nobita perché ha paura ad arrampicarsi su un albero; per aiutarlo Doraemon gli presta la cintura anti-gravità, capace di attivare o eliminare su chi la indossa la forza di gravità. Più tardi Nobita si diverte con Shizuka, ma Suneo e Gian scoprono il trucco e quest'ultimo si impossessa della cintura, per poi attivarla e dirigersi verso il cielo; di conseguenza Nobita e Doraemon devono andare in suo soccorso. |                   |                   |
| 857   | 195   | Kit per la Terra in miniatura 「地球製造セット」 - Chikyuu seizou setto | 30 maggio 1986    | 10 marzo 2004     |
| 857   | 195   | Nobita vorrebbe far colpo sui suoi amici e convince Doraemon a dargli la Terra in miniatura, capace di costruire un globo terrestre in scala, così invita Gian e Suneo a vedere la riproduzione. Essa però finisce distrutta poco prima dell'arrivo dei due, che si mettono a deridere Nobita. |                   |                   |
| 858   | 197   | Il cielo stellato 「星とりあみとハンマー」 - Hoshi toriamito hanmaa | 6 giugno 1986     | 12 marzo 2004     |
| 858   | 197   | Suneo e Gian deridono Nobita perché non ha mai visto il cielo stellato. Doraemon e Nobita ne creano quindi uno con alcuni chiusky. Gian e Suneo però sono invidiosi e decidono di distruggere il cielo, tuttavia gli astri cadono addosso a loro come stelle cadenti. |                   |                   |
| 859   | 199   | L'adesivo custode 「一時あずけカード」 - Ichiji azuke kaado | 13 giugno 1986    | 16 marzo 2004     |
| 859   | 199   | Mentre Nobita va a far merenda da Shizuka, viene fermato da Gian e Suneo, i quali gli ordinano di portare a casa i loro zaini. Per vendicarsi Doraemon usa l'adesivo custode per dare gli zaini ai legittimi proprietari. Dopo essersi fatto dare degli altri adesivi da Doraemon, Nobita li usa per evitare di tornare a casa, quando la madre e altre persone gli danno qualcosa. Il tutto gli si ritorce contro quando lui e Doraemon sono costretti a correre da una parte all'altra della città per riprendersi le cose. |                   |                   |
| 860   | 201   | La lampada scegli genio 「魔神のいない魔法のランプ」 - Majin noinai mahou no ranpu | 20 giugno 1986    | 18 marzo 2004     |
| 860   | 201   | Nobita convince Doraemon a prestargli una lampada magica; il gatto tira fuori la lampada scegli genio, in grado di trasformare chiunque in un genio. Doraemon trasforma Nobita in un genio affinché faccia i compiti, dopodiché il ragazzo fa altrettanto sulla madre per farle fare la spesa, su Suneo perché gli presti dei libri e su Gian per fargli spazzare il vialetto di casa di Shizuka. Più tardi i due bulli scoprono l'accaduto e si infuriano con Nobita che, per sfuggire da loro, trasforma in un genio sé stesso. Doraemon lo libera e gli impone di viaggiare in aria come un tappeto volante. |                   |                   |
| 861   | 203   | L'adesivo quadridimensionale 「四次元若葉マーク」 - Yojigen wakaba maaku | 27 giugno 1986    | 22 marzo 2004     |
| 861   | 203   | Nobisuke è avvilito perché durante le lezioni di guida è talmente negato che l'istruttore lo ha invitato a rinunciare. Per far esercitare l'uomo, Doraemon tira fuori una macchina e appiccica su di essa l'adesivo quadridimensionale, capace di far entrare l'oggetto o la persona che lo indossa nella quarta dimensione, impedendo così che la vettura si schianti addosso ai muri. Nobita convince poi Doraemon a dargli un altro adesivo con l'intento di poter raggiungere la scuola in breve tempo, ma lo usa anche per provocare Gian che, impossessatosi di un altro adesivo, si mette a inseguire il ragazzo. Nobita riesce a seminarlo, ma viene investito da Nobisuke, siccome l'auto è anch'essa nella quarta dimensione. |                   |                   |
| 862   | 205   | Il taglia-paesaggi 「けしきカッター」 - Keshiki kattaa | 4 luglio 1986     | 24 marzo 2004     |
| 862   | 205   | Mentre cerca di disegnare un paesaggio, Nobita viene osservato da un nutrito gruppo di persone e chiede a Doraemon un chiusky per poter disegnare in tranquillità. Grazie al taglia-paesaggi, Doraemon fa una copia del panorama; una volta a casa Nobita usa la copia come modello, ma disegna male e convince Doraemon a prestargli il chiusky. Dopo aver ritagliato altri paesaggi, Nobita però fallisce in ogni tentativo di disegnare e apprende anche che gli elementi dei passaggi ritagliati dal chiusky sono animati, in base a quello che succede in quel momento. Arrivata la sera senza aver fatto il disegno il ragazzo decide di spacciare un paesaggio ritagliato dalla collina dietro la scuola come opera propria. Il maestro però rimane confuso quando scopre che il "disegno" è animato. |                   |                   |
| 863   | 207   | Il visualizzatore di emozioni 「具象化鏡」 - Gushouka kagami | 11 luglio 1986    | 26 marzo 2004     |
| 863   | 207   | Doraemon tira fuori il visualizzatore di emozioni, capace di trasformare i modi di dire in realtà. Ben presto Nobita si trova circondato da una "nube di negatività" credendo di aver fatto male un compito in classe, ma il maestro gli spiega che ha preso la sufficienza, rendendo nuovamente felice il ragazzo. |                   |                   |
| 864   | 209   | Il vaso 「みせかけ落がきペン」 - Misekake raku gaki pen | 18 luglio 1986    | 30 marzo 2004     |
| 864   | 209   | Nobita rompe accidentalmente un vaso Kakiemon dei genitori, che devono restituire a un negozio di antiquariato quella sera, e chiede aiuto a Doraemon. Egli appare sotto forma di ologramma grazie a una speciale penna, con cui decide inoltre di ingannare Tamako creando una copia del vaso. Poco dopo Nobita va a recuperare il panno del tempo che il ragazzo ha prestato a Suneo, ma preferisce tornare a casa, preoccupato se la madre scoprisse l'accaduto. Quando il proprietario del negozio e Nobisuke stanno per raggiungere la casa, Nobita li blocca facendo apparire un muro di cemento armato, dopodiché Doraemon ripara il vaso con un suo chiusky. Il ragazzo però dimentica di cancellare il muro, di conseguenza i due continuano a vagare a vuoto quella notte. |                   |                   |
| 865   | 211   | La macchia 「ずらしんぼ」 - Zurashinbo | 25 luglio 1986    | 1º aprile 2004    |
| 865   | 211   | Suneo sporca accidentalmente un fumetto di Gian e decide di scamparla prestandolo a Nobita. Presto però il ragazzo e Doraemon trovano la macchia e, appreso l'accaduto, il robot usa la spostatutto per rimuovere la macchia. Presto però Nobita è costretto a restituire il giornalino a Gian, che lui presta a Suneo, malgrado Nobita e Doraemon non l'abbiano ancora finito. I due decidono di farla pagare a Suneo: dopo aver bloccato il tempo usano il chiusky per traslare le pagine del fumetto su dei fogli e si mettono a leggere la storia. |                   |                   |
| 866   | 213   | La pop star 「翼ちゃんの秘密」 - Tsubasa channo himitsu | 1º agosto 1986    | 5 aprile 2004     |
| 866   | 213   | Tsubasa Ito avrebbe un fidanzato segreto e Suneo racconta agli amici che intende scattare una foto per poi venderla alla redazione di una rivista. Doraemon e Nobita cercano di conoscere meglio Tsubasa con un chiusky e, dopo averla aiutata a sfuggire da un paparazzo, scoprono che in realtà il "fidanzato" è il suo ex maestro delle elementari. Nel frattempo Gian scopre la presenza di un paparazzo di Tsubasa Ito e, per evitare che rubi lo scoop a Suneo, cerca in vari modi di ostacolarlo. |                   |                   |
| 867   | 215   | La pistola cambia-posto 「タチバガン」 - Tachibagan | 8 agosto 1986     | 7 aprile 2004     |
| 867   | 215   | Dopo essere stato bullizzato da Gian e Suneo, Nobita è desideroso di vendetta. Doraemon tira fuori la pistola cambia-posto, capace di scambiare di posto due persone, per poi prestarla a Nobita. Dopo averla usata varie volte in modo disonesto, il ragazzo la utilizza per vendicarsi delle angherie dei bulli. |                   |                   |
| 868   | 217   | Gita a Favolandia 「メルヘンランド入場券」 - Meruhenrando nyuujouken | 22 agosto 1986    | 9 aprile 2004     |
| 868   | 217   | Nobita trova un libro della sua infanzia riguardante degli animali che giocano insieme e gli piacerebbe che fosse vero. Grazie a un chiusky, Doraemon permette al ragazzo e ai suoi amici di vivere l'esperienza, trasformandosi in animali in un parco del XXII secolo. Dopo alcune disavventure (tra cui l'inseguimento del gigante di Jack e il fagiolo magico) il gruppo è contento di essersi divertito. |                   |                   |
| 869   | 219   | La decisione di Nobita 「のび太のカターイ決心」 - Nobita no kataai kesshin | 29 agosto 1986    | 14 aprile 2004    |
| 869   | 219   | Dopo essere stato sgridato dal maestro, Nobita crede di non essere lo sposo adeguato per Shizuka e decide di rompere con lei, iniziando a restituirle tutto quello che ha ricevuto da lei in prestito. Shizuka tuttavia non capisce il perché del comportamento dell'amico, il quale decide di allontanarla sollevandole la gonna. La ragazza intanto apprende da Gian e Suneo cos'è successo a Nobita e decide di andare a trovarlo. Quest'ultimo, vedendola arrivare, si fa dare delle pillole da Doraemon per tenersi a distanza da lei, ma l'effetto inizia a degenerare. Shizuka sente le grida di Nobita e, comportandosi da vera amica, va ad aiutarlo e lo esorta a non abbattersi. |                   |                   |
| 870   | 221   | La sedia del regista di sogni 「ユメかんとくいす」 - Yume kantokuisu | 5 settembre 1986  | 16 aprile 2004    |
| 870   | 221   | Suneo è allegro per i suoi sogni, in cui è spesso l'eroe. Grazie alla sedia del regista di sogni Nobita e Doraemon entrano quella notte nel sogno di Suneo, con lo scopo di modificarlo. Nel sogno, Nobita e Shizuka si ritrovano su un'isola e vengono salvati da Suneo. Il gruppo è però attaccato da un gorilla (con le sembianze di Gian) terrorizzando la versione onirica di Nobita, che esce letteralmente dal sogno. Mentre Suneo combatte contro il gorilla, Doraemon dà a Nobita il costume di Tarzan che permette di sconfiggere gli animali feroci. Il ragazzo rientra e si ritrova bloccato sull'isola: infatti Suneo, diventato Aladino, è partito con Shizuka sul tappeto volante. |                   |                   |
| 871   | 223   | Il palloncino dei sogni 「風船手紙コントローラー」 - Fuusen tegami kontorouraa | 12 settembre 1986 | 20 aprile 2004    |
| 871   | 223   | Nobita e i suoi amici lanciano in aria dei palloncini gonfiati con elio con legate delle lettere con scritto i loro sogni. Mentre Gian, Suneo e Shizuka ricevono una risposta poco dopo, Nobita non ne riceve alcuna e decide di lanciare un altro palloncino e controllarne la direzione con il cerca lettere. Dopo alcuni contrattempi, Nobita cerca di far attraversare l'oceano al palloncino ed esso viene trovato da un alieno, che verrà a trovare Nobita a mezzanotte. Quest'ultimo e Doraemon aspettano con ansia l'ora fatidica, rimanendo sorpresi quando scoprono chi ha trovato il messaggio. |                   |                   |
| 872   | 225   | Il rampicante a fibre ottiche 「光ファイバーつた」 - Hikarifaibaa tsuta | 19 settembre 1986 | 22 aprile 2004    |
| 872   | 225   | Dopo essere stato picchiato da Gian, Nobita afferma che se lo avesse saputo prima non sarebbe uscito di casa. Doraemon allora tira fuori il rampicante a fibre ottiche, costituito da un televisore, un rampicante e 12 numerini: appiccicando un numerino arriverà sul posto un ramo della pianta e, sintonizzando la TV sul relativo canale, si vedrà quello che succede dove è stato piazzato il numero. Dopo aver attaccato i numeri al parco abbandonato e a casa degli amici, Nobita deve fare i compiti e usa il chiusky per vedere a casa di Dekisugi; Doraemon acconsente lasciando sorpreso Nobita. Poco dopo Nobita è costretto ad aiutare la madre nelle faccende di casa e, non volendo farlo, decide di andare di nascosto a giocare da Shizuka. Tuttavia Tamako, grazie al chiusky, scopre dove si trova il figlio e telefona a casa di Shizuka per ordinargli di tornare subito.                                             |                   |                   |
| 873   | 227   | Un problema di concentrazione 「シャボンヘルメット」 - Shabonherumetto | 26 settembre 1986 | 26 aprile 2004    |
| 873   | 227   | Nobita soffre di mancanza di concentrazione e, per aiutarlo a svolgere i compiti, Doraemon gli spruzza una speciale bolla: chi è all'interno non smetterà di svolgere l'azione in corso finché la bolla non viene fatta scoppiare. Nobita convince poi Doraemon a farsi dare il chiusky per tenere buoni Gian e Suneo e aiutare le persone che hanno bisogno. Tuttavia si dimentica di far scoppiare le bolle quando hanno finito e, quella notte, Nobita e Doraemon devono farlo in tutta fretta. |                   |                   |
| 874   | 229   | Le foto della gita 「おこのみフォトプリンター」 - Okonomi fotopurintaa | 3 ottobre 1986    | 28 aprile 2004    |
| 874   | 229   | In una gita in montagna con gli amici, Suneo ha scattato quasi esclusivamente foto di sé stesso e l'unica foto in cui Nobita compare non è neanche a figura intera. Per sollevare il morale del ragazzo, Doraemon tira fuori il come tu mi vuoi, che permette di modificare le foto come si desidera, anche cambiando inquadratura e orario. Grazie a ciò Doraemon e Nobita modificano le foto per mettere in primo piano quest'ultimo. Scoprono inoltre che Suneo ha dimenticato il binocolo in montagna e vanno a riportarglielo. |                   |                   |
| 875   | 231   | Il casco dell'uguaglianza 「ハンディキャップ」 - Handeikyappu | 10 ottobre 1986   | 30 aprile 2004    |
| 875   | 231   | Nobisuke ha vinto un trofeo a golf nonostante non sia molto bravo grazie all'handicap. Nobita vorrebbe che l'handicap esista anche nella vita e convince Doraemon a dargli il casco dell'uguaglianza: le capacità delle persone vicine a chi lo indossa saranno allo stesso livello di quest'ultimo. Dopo aver usato il casco per vendicarsi di Gian e per non dover fare i compiti, Nobita dà il casco a Dekisugi, con lo scopo di far diventare tutti intelligenti. Tuttavia il ragazzo capisce che non deve dipendere dall'amico e decide di restituire il casco a Doraemon. |                   |                   |
| 876   | 233   | Il cappellino del fattorino 「たくはいキャップ」 - Takuhai kyappu | 17 ottobre 1986   | 4 maggio 2004     |
| 876   | 233   | Nobita desidera sapere cosa pensa la madre e convince Doraemon a dargli gli occhiali della previsione, che mostrano il pensiero della persona che si inquadra. Dopo aver appreso che la madre intende sgridarlo, Nobita esce di casa per andare a divertirsi e apprende grazie agli occhiali che un ladro sta per rubare. Il ragazzo così avverte Doraemon, che decide di fermare il ladro con il cappellino del fattorino, che fa fare le consegne a chi lo indossa. L'uomo è quindi costretto a consegnare un ombrello alla madre di Suneo, un regalo a una ragazza, un televisore a una famiglia e un daikon a una donna. Le azioni fanno ravvedere il ladro, che decide di cercarsi un lavoro per guadagnare onestamente. |                   |                   |
| 877   | 235   | Le ricevute della rivincita 「しかえし伝票」 - Shikaeshi denpyou | 24 ottobre 1986   | 6 maggio 2004     |
| 877   | 235   | Doraemon ha comprato vari chiusky dal XXII secolo e gli sono arrivate anche le ricevute della rivincita, che funzionano scrivendo il nome della persona verso cui ci si vuole vendicare e la punizione: chi la raccoglierà darà quanto scritto alla relativa persona. Nobita vorrebbe usarle, ma Doraemon, considerandolo un chiusky da vigliacchi, dissenta. Doraemon però ha un appuntamento con Mii-chan e lascia incustodite le ricevute, che Nobita prende con lo scopo di vendicarsi di un pugno di Gian del giorno prima, ma l'azione si gli ritorce contro, siccome il chiusky funziona solo subito dopo essere stati picchiati. In seguito Nobita tira accidentalmente un sasso a Gian, che va su tutte le furie e inizia a picchiarlo. Nobita cerca di usare le ricevute per fare in modo che sia qualcun altro a compiere la vendetta sul bullo, ma ogni volta Nobita si trova a raccoglierle e si ritrova in un circolo vizioso. |                   |                   |
| 878   | 237   | Il video-telefono 「テレテレホン」 - Tereterehon | 31 ottobre 1986   | 10 maggio 2004    |
| 878   | 237   | Nobita ha bisogno di chiamare Dekisugi, ma il telefono è occupato dalla madre. Doraemon allora tira fuori il video-telefono: collegandolo alla TV chi fa la telefonata potrà vedere chi parla. Dopo aver usato il telefono per lo scopo e anche per fare degli scherzi agli amici, Nobita scopre dal video-telefono che un malintenzionato ha rapito una bambina. Lui e Doraemon decidono di entrare in azione, riuscendo a far arrestare il rapitore. |                   |                   |
| 879   | 239   | Mini-mezzi per tutti i gusti 「実用ミニカーセット」 - Jitsuyou minikaa setto | 7 novembre 1986   | 12 maggio 2004    |
| 879   | 239   | Doraemon tira fuori un chiusky chiamato parco mini-auto, contenente vari veicoli in miniatura, che possono essere usati ad esempio per compiere commissioni. Più tardi Doraemon e Nobita usano il chiusky per far guidare un'auto in miniatura a Nobisuke, che non ha passato per l'ennesima volta l'esame di guida. I tre decidono di raggiungere con l'auto una montagna con un albero di cachi, per poi raggiungere il monte con delle speciali cinture. Qui scoprono che c'è tanta spazzatura abbandonata e decidono di pulire facendosi aiutare dal chiusky. |                   |                   |
| 880   | 241   | Il bastone su e giù 「リフトストック」 - Rifutosutokku | 21 novembre 1986  | 14 maggio 2004    |
| 880   | 241   | Doraemon tira fuori il bastone su e giù, che permette a chi lo usa di modificare la pendenza di un terreno, e Nobita se ne appropria. Dopo aver usato il chiusky per provocare Gian e Suneo, il bastone si incastra nella fessura di un tombino e Nobita non riesce a raggiungerlo, finché Doraemon riesce a risolvere il problema. |                   |                   |
| 881   | 243   | Caccia alle comete 「コメットハンターに挑戦」 - Komettohantaa ni chousen | 28 novembre 1986  | 31 agosto 2004    |
| 881   | 243   | Dopo aver appreso da Dekisugi che le comete, quando vengono scoperte, sono battezzate con il nome dello scopritore, Nobita vorrebbe fare altrettanto. Malgrado l'aiuto di vari chiusky, il ragazzo non riesce nell'intento e decide, insieme a Doraemon, di costruire una seconda luna, controllandola a distanza con un chiusky. Per un imprevisto i due sono costretti a far scendere la seconda luna e, per la loro trovata, vengono derisi dagli amici. |                   |                   |
| 882   | 245   | L'anello dell'amicizia 「みかた指輪」 - Mikata yubiwa | 5 dicembre 1986   | 2 settembre 2004  |
| 882   | 245   | Mentre viene bullizzato da Gian e Suneo, Nobita chiede aiuto a Haruo e Yasuo, i quali fanno finta di niente. Nobita ne parla con Doraemon, che gli dà l'anello dell'amicizia, che permette di far diventare chiunque proprio amico per 10 minuti. Nobita esce di casa con l'intento di riprendersi un libro rubatogli da Gian, ma viene rimproverato prima dalla madre e poi dal maestro; Nobita allora usa l'anello per fermare le loro sgridate. Dopo alcuni contrattempi Nobita riesce nell'intento e torna a casa, solo per venire sgridato nuovamente dalla madre e dal maestro. |                   |                   |
| 883   | 247   | Lo spruzza potenza 「グレードアップ液」 - Gureudoappu eki | 12 dicembre 1986  | 6 settembre 2004  |
| 883   | 247   | Nobita compra un giornalino, ma la madre glielo sequestra finché non finisce i compiti. Siccome lo vorrebbe leggere anche Doraemon, questi spruzza su Nobita lo spruzza potenza, capace di rendere più potente per un'ora l'oggetto o la persona su cui viene usato. Nobita spruzza poi il chiusky sulle gambe, per scappare dalla rabbia di Gian e su un'automobile di Suneo. Infine Gian usa il chiusky su di sé e inizia a prendere il volo a causa delle sue flatulenze. |                   |                   |
| 884   | 249   | In fuga per un giorno... o quasi! 「つづれ屋をたてなおせ」 - Tsudure ya wotatenaose | 19 dicembre 1986  | 8 settembre 2004  |
| 884   | 249   | Contrariato per il fatto che il padre non gli alzi la paga settimanale, Nobita scappa di casa. A sua insaputa, Doraemon lo controlla a distanza con un monitor, per intervenire in caso di necessità. Nobita intanto raggiunge un albergo trascurato e, dopo che il proprietario gli ha offerto da mangiare, il ragazzo si offre per aiutarlo a migliorare gli affari; in tale scopo Doraemon – accorso sul posto – lo aiuta con i chiusky. Quella sera il proprietario dell'albergo confessa a Nobita che suo figlio è partito sei mesi prima e non è più tornato, lasciando il padre a gestire da solo l'hotel. Sentendo ciò il ragazzo capisce il suo errore e decide di tornare a casa. Intanto il figlio ritorna e si riappacifica con il padre; più tardi i due venerano Doraemon come se fosse una divinità. |                   |                   |
| 885   | 251   | Lo sgonfia-spillo 「厚みぬきとりバリ」 - Atsumi nukitori bari | 26 dicembre 1986  | 10 settembre 2004 |
| 885   | 251   | Mentre Gian allena Nobita a baseball al parco abbandonato, un uomo parcheggia la sua macchina, costringendo i ragazzi a interrompere gli allenamenti. Nobita torna a casa e assiste a Doraemon che, per risolvere i problemi di Nobisuke e Tamako, usa lo sgonfia-spillo, che permette di ridurre la dimensione di un oggetto, che ritorna normale versandoci dell'acqua. In seguito Doraemon e Nobita usano il chiusky per guadagnare soldi, lavorando come parcheggiatori al parco abbandonato e sgonfiando le auto per far ingombrare meno spazio, mettendole una sull'altra. Presto però i due vengono inseguiti da Gian – che vuole riprendere gli allenamenti – e Doraemon lo sgonfia con lo spillo. Più tardi si mette a piovere; di conseguenza le auto e Gian tornano come prima: mentre i proprietari vorrebbero la loro auto, Suneo no perché Gian, arrabbiato con lui, si trova in cima alle vetture.                            |                   |                   |

## Speciali
| Nº  | Giapponese 「Kanji」 - Rōmaji - Traduzione letterale                                                   | In onda        | In onda  |
| Nº  | Giapponese 「Kanji」 - Rōmaji - Traduzione letterale                                                   | Giapponese     | Italiano |
| S35 | 「ぐーたらお正月セット」 - Gu ̄tara oshōgatsu setto – "Il set di capodanno"                             | 3 gennaio 1986 | inedito  |
| S36 | 「ミュンヒハウゼン城へようこそ」 - Myunhihauzen shiro e yōkoso – "Benvenuti al Castello di Munchausen" | 4 aprile 1986  | inedito  |
| S37 | 「20世紀のおとのさま」 - 20 seiki no oto no sama – "Il nobile del ventunesimo secolo"                  | 15 agosto 1986 | inedito  |